# Benalmádena
Benalmádena is een gemeente in de Spaanse provincie Málaga in de regio Andalusië met een oppervlakte van 27 km². Benalmádena grenst aan Torremolinos en Fuengirola. In 2010 telde de gemeente meer dan 60.000 inwoners. De bevolking is verdeeld over drie belangrijke kernen: Benalmádena Pueblo, Arroyo de la Miel en Benalmádena Costa.
Benalmádena is in België en Nederland vooral bekend als vakantiebestemming. Het klimaat is er bijzonder zacht en het is dan ook het hele jaar door een bestemming voor duizenden toeristen. 

## Klimaat
Het klimaat van Benalmádena is een typisch Mediterraan klimaat, met zachte temperaturen het hele jaar door en de afwezigheid van vorst in de koudere maanden. De zomers zijn warm en droog en de winters zijn zacht. De gemiddelde jaartemperatuur bedraagt 19 graden Celsius. Bovendien beschermen bergen Benalmádena tegen wind uit het noorden waardoor de temperatuur één tot twee graden hoger ligt dan in omliggende gemeenten.

## Monumenten, bezienswaardigheden en toeristische attracties

### Castillo de Colomares

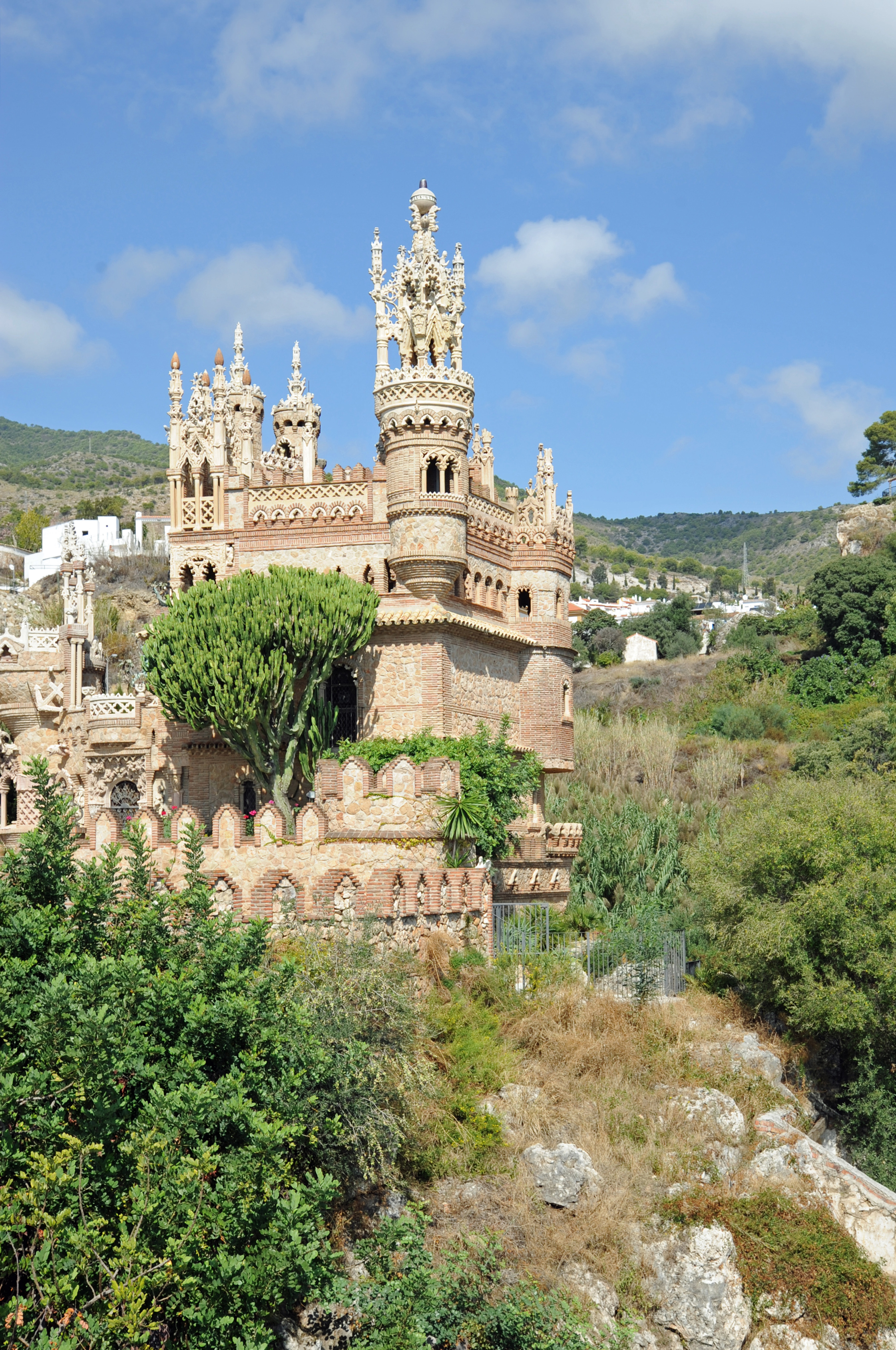
Castillo de Colomares

Dit monument is een hommage aan Christoffel Columbus en de ontdekking van Amerika. Het werd gebouwd tussen 1987 en 1994 door Doctor Esteban Martín.

### La Niña de Benalmádena
Deze sculptuur in brons van Jaime Fernández Pimentel is een van de iconen van de stad. Het standbeeld staat in het midden van een fontein op la Plaza de España in Benalmádena Pueblo. Het beeldt een naakt jong meisje uit dat een schelp vasthoudt.

### Castillo de Bil Bil
Castillo de Bil Bil is een constructie in Arabische stijl. Rondom zijn er op de Moren geïnspireerde tuinen met verschillende fonteinen. Het bouwwerk wordt gebruikt als cultureel centrum met wisselende tentoonstellingen. Het wordt door het gemeentebestuur ook gebruikt voor huwelijksceremonies. Er is geen enkel publiek gebouw in de provincie Málaga waar er meer huwelijken worden gesloten dan hier.

### Estupa de la Iluminación
Deze Boeddhistische stoepa is de grootste van de westerse wereld. Ze is meer dan 30 meter hoog en heeft een basis van 25 bij 25 meter. Binnenin is er een meditatieruimte van ruim 100 m². Het gebouw werd ingehuldigd op 5 oktober 2005.

### Benalmádena Pueblo
Het oorspronkelijke dorp dat de naam gaf aan de gemeente Benalmádena ligt iets weg van de kust op zo'n 300 meter hoogte. Hierdoor is het ontsnapt aan de bouwwoede die het massatoerisme kenmerkt en heeft het nog zijn typische Andalusische karakter deels weten te bewaren. Het kleine dorpscentrum is klein en pittoresk. De meeste straten zijn verkeersvrij en de huizen zijn wit gekalkt en met bloemen versierd.

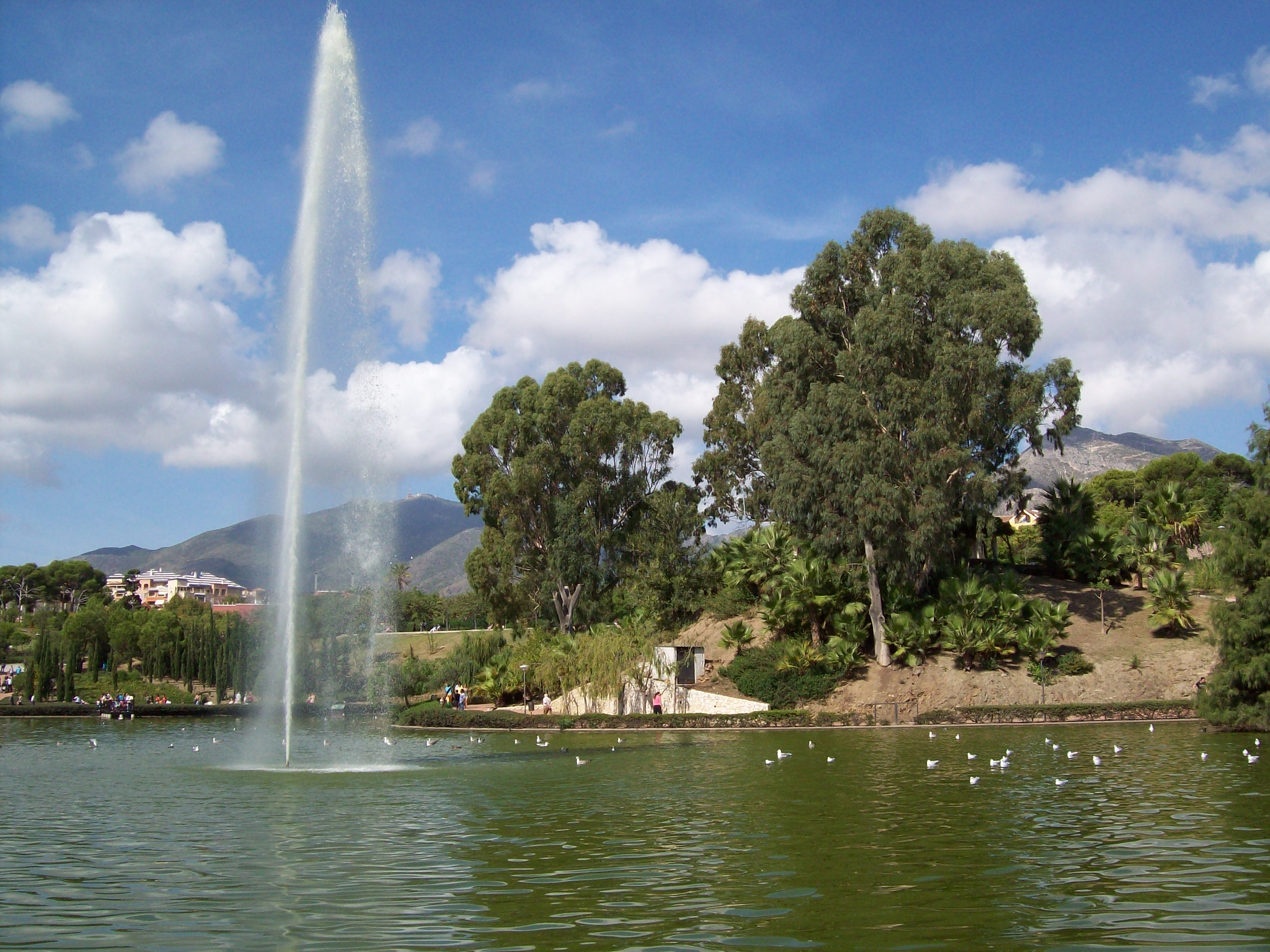
Parque de la Paloma

### Parque de la Paloma
Dit omvangrijke park van meer dan 200.000 m² bevat een groot kunstmatig meer, een uitgebreid netwerk van wandelpaden en verschillende speeltuinen voor kinderen. Er is een klein dierenpark en er lopen veel dieren in het los rond zoals kippen, konijnen en pauwen. Er is een cactustuin met een grote collectie van meer dan 2000 exemplaren van cactussen en vetplanten.

## Demografische ontwikkeling
Bron: INE; 1857-2011: volkstellingen

## Bekende inwoners
- John de Bever
- Aad van Toor

### Geboren
- Francisco Román Alarcón Suárez, "Isco" (1992), voetballer

### Overleden
- Marifé de Triana (1936-2013), zangeres en actrice